# 제라르 다르몽

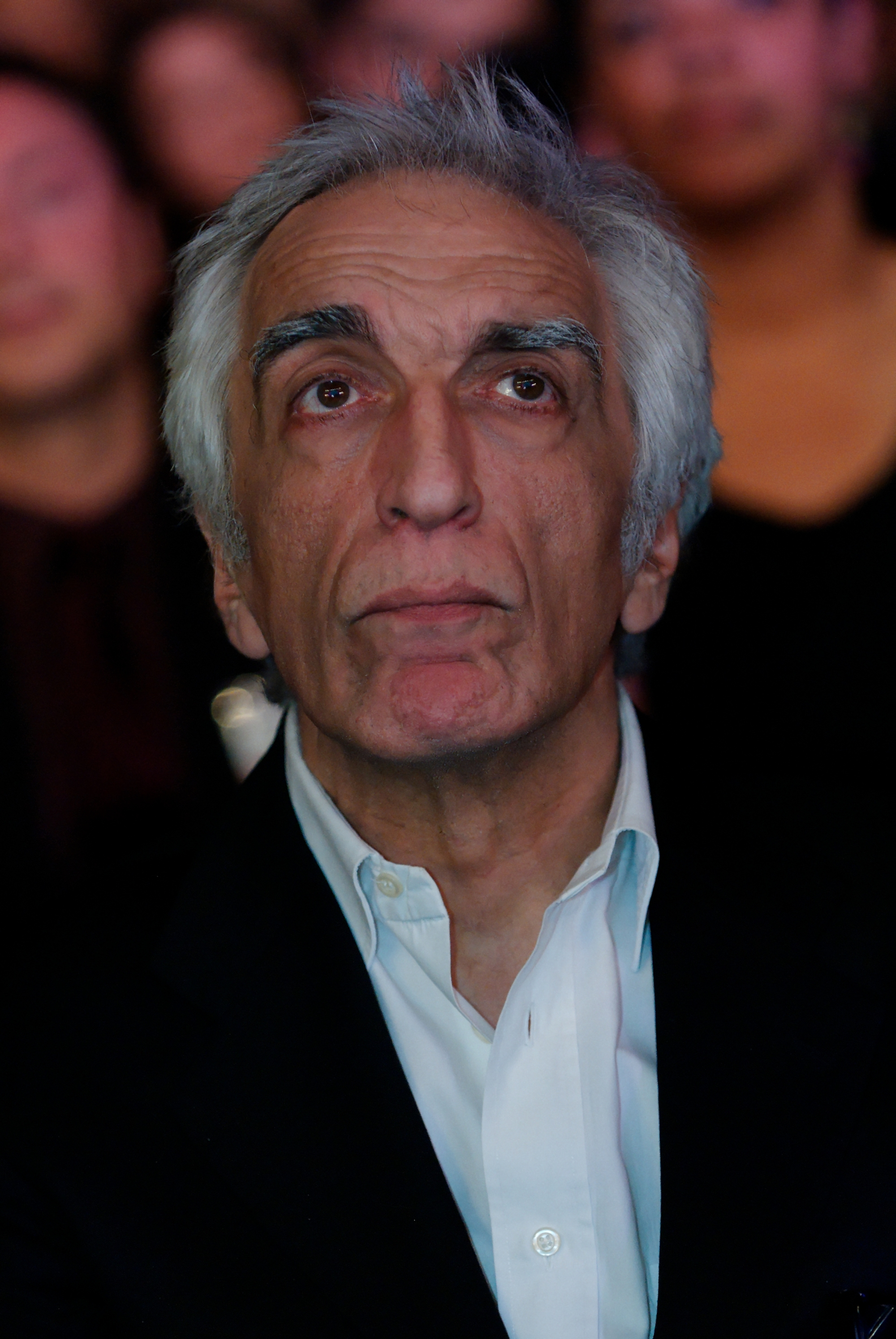

제라르 다르몽(프랑스어: Gérard Darmon, 1948년 2월 29일 ~ )은 프랑스의 배우, 가수이다.
파리에서 태어났다.

## 영화
- 우리 아빠는 해결사 (1973년)
- 디바 (1981년)
- 레스 프린스 (1983년)
- 우리들의 이야기 (1984, Notre histoire)
- 우리는 두 번 죽지 않는다 (1985, On ne meurt que deux fois)
- 어몽 울브즈 (1985년)
- 베티 블루 (1986년) - 에디 역
- 루 드 드빠트 (1986년)
- 안개 속의 정사 (1988년)
- 인생 그리고 달 (1990년)
- 가스파드 엣 로빈슨 (1990년)
- 샤샤를 위하여 (1991년)
- 속죄의 날 (1992년)
- 방랑자 (1992년)
- 모든 일은 그것 때문에 (1993년)
- 달과 꼭지 (1994년)
- 란제리 (1997년)
- 아스테릭스 2: 미션 클레오파트라 (2002년)
- 굿 씨프 (2002년)
- 블리트 (2002년) - 코왈스키 역
- 3대0 (2002, Trois Zéros)
- 남자들의 마음 (2003년) - 제프 역
- 페달 라스트 (2004년)
- 칼라스와 오나시스 (2005년)
- 나를 데려가 (2005년)
- 하트 오브 맨 2 (2007년)
- 듀스 비 쁠뤼 쥔 (2007년)
- 아더와 미니모이 2: 셀레니아 공주 구출 작전 (2009년)
- 내가 사랑한 당신 (2009년)
- 아더와 미니모이 3: 두 세계의 전쟁 (2010년)
- 디 엔드 (2011년)
- 로우 코스트 (2011년)
- 비엥브뉘 아 보드 (2011년)
- 파멜라 로즈 살인사건 (2013년) - 필 역
- 우리 가족 삼총사 (2015년)
- 비스 (2015년)
- 로빈 후드의 진실 (2015년)
- 투 이취 히즈 라이프 (2017년)
- 브리용티심 (2018년)
- 롤링 투 유 (2018년)